# Colias
Genre
Colias est un genre de lépidoptères (papillons) de la famille des Pieridae et de la sous-famille des Coliadinae.

## Dénomination
Le nom de Colias a été donné par Johan Christian Fabricius en 1807. 
Nom vernaculaire en anglais : clouded yellows.

## Caractéristiques communes
Les plantes hôtes des chenilles des Colias sont des fabacées (légumineuses).
Leur vol est puissant et ce sont des migrateurs.
Le dessin des nervures de leurs ailes est caractéristique.

## Liste des espèces
- Colias adelaidae (Verhulst, 1991)

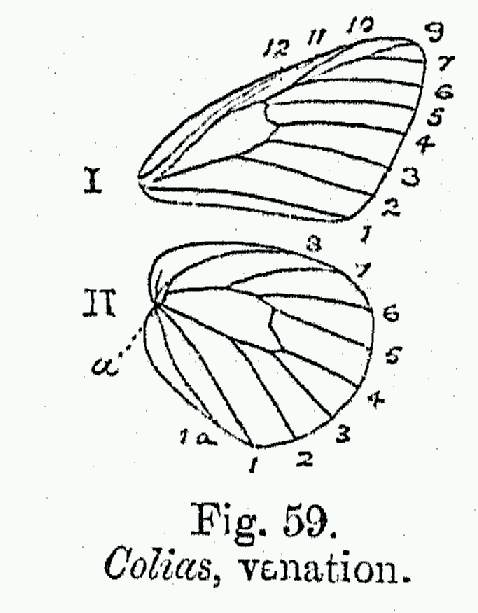
Dessins des nervures

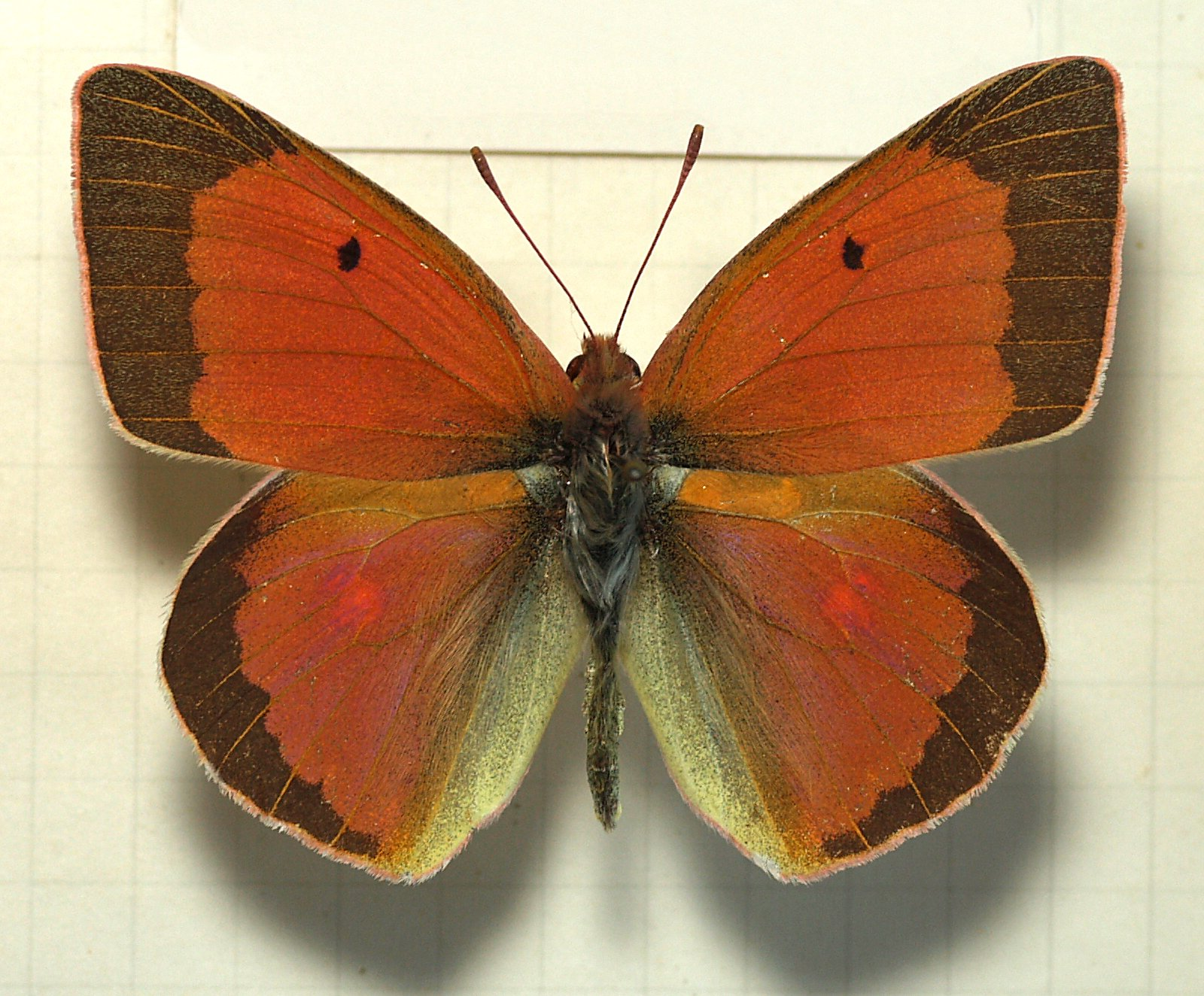
Colias aurorina heldreichi, ♂

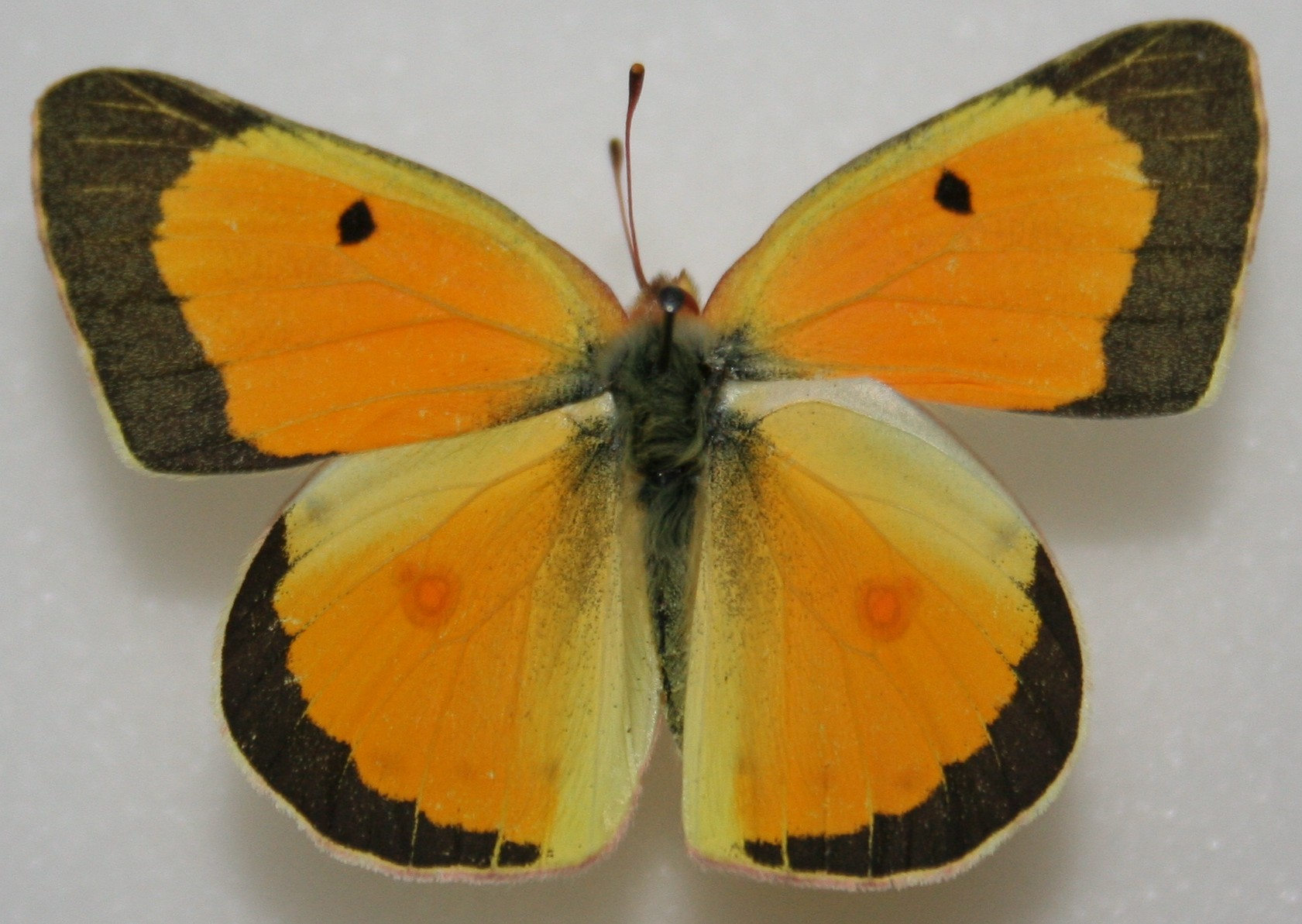
Colias eurytheme, ♂

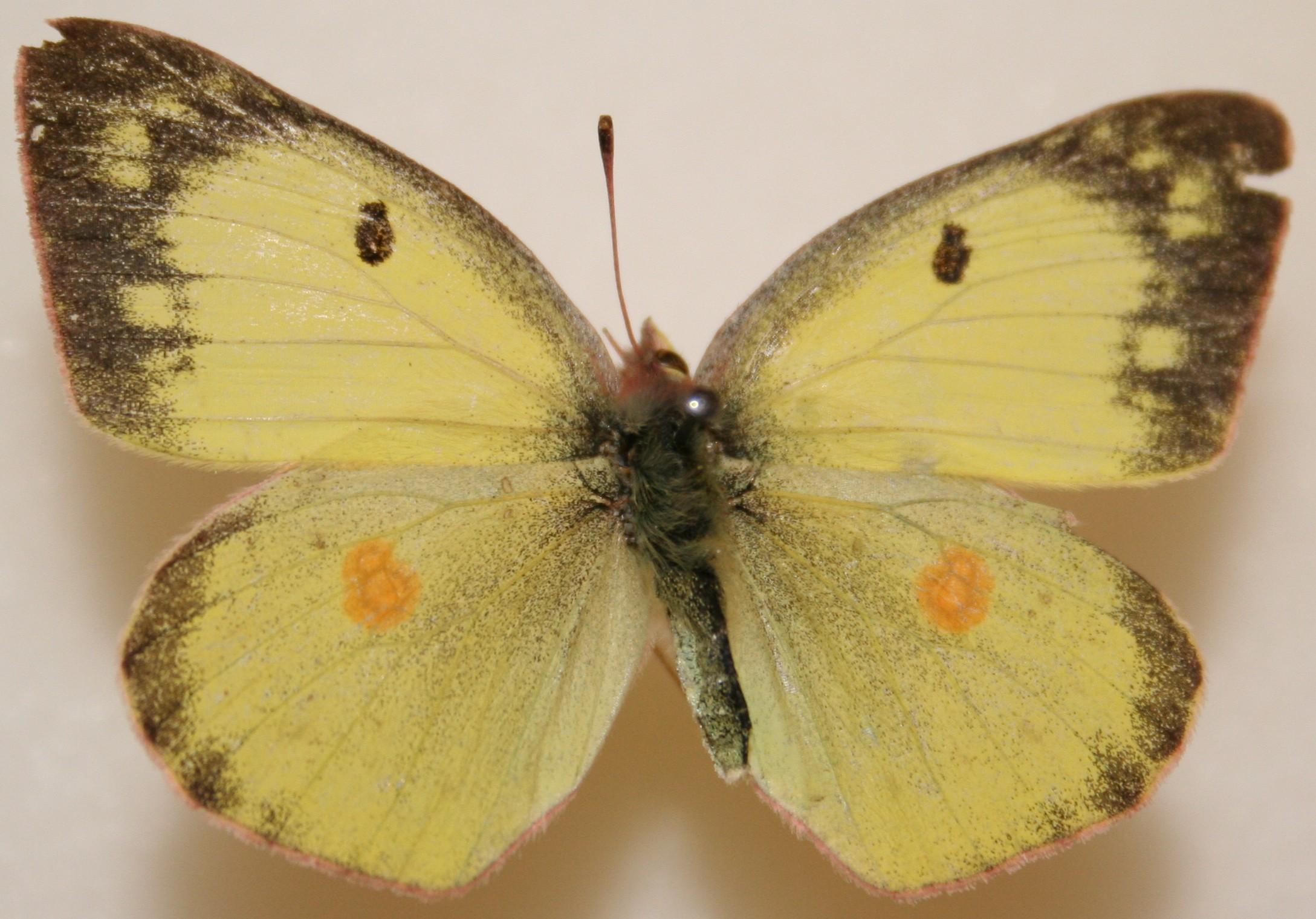
Colias philodice ♀

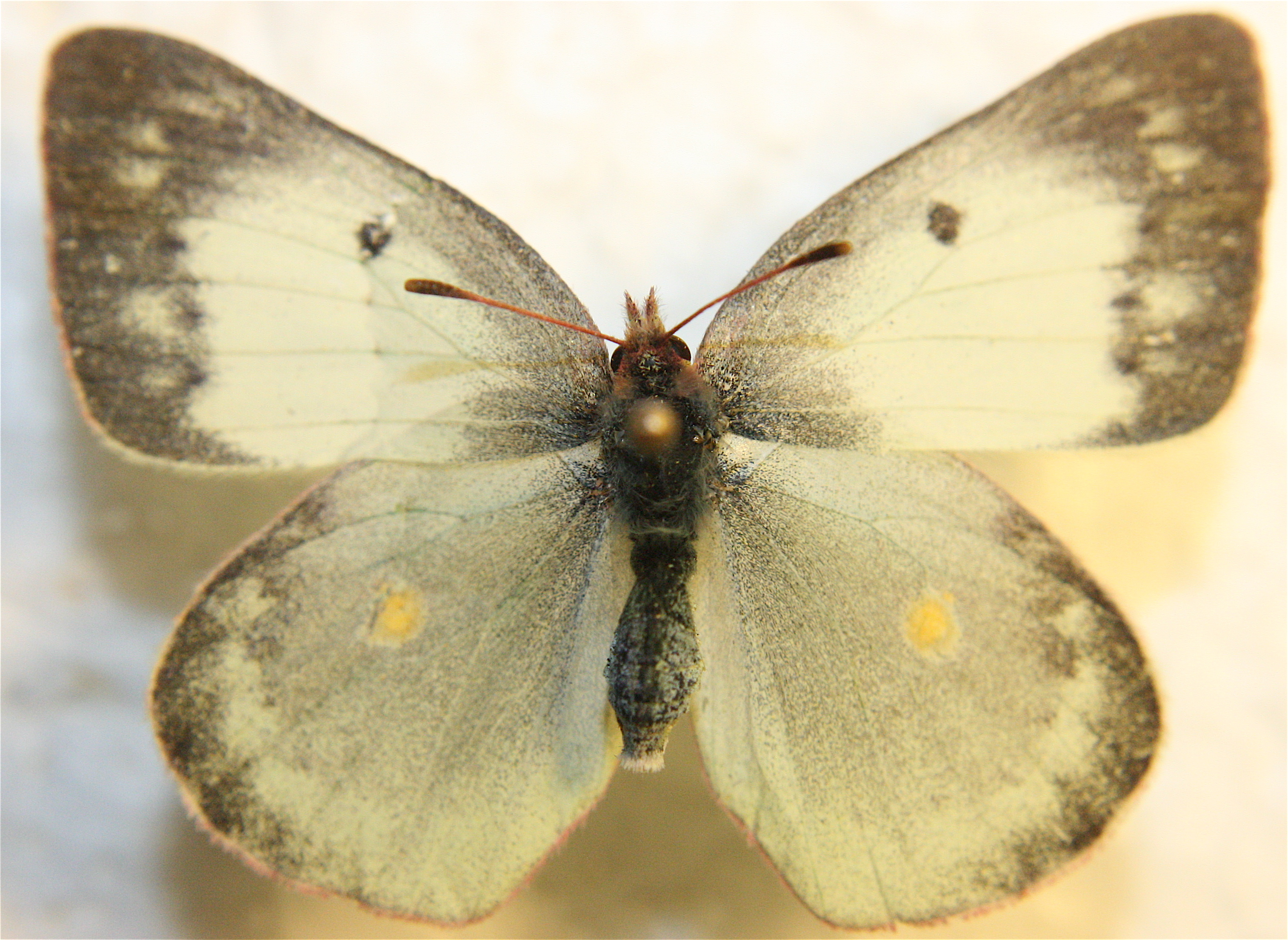
Colias philodice ♀ f.alba

  - Colias adelaidae karmalana (Grieshuber, 1999)
- Colias aegidii (Verhulst, 1990) dans le centre de la Chine.
- Colias alexandra (Edwards, 1863)
  - Colias alexandra alexandra
  - Colias alexandra apache (Ferris, 1988) en Arizona et au Nouveau-Mexique.
  - Colias alexandra columbiensis (Ferris, 1973) en Colombie-Britannique, Alberta et Idaho.
  - Colias alexandra edwardsii (Edwards, 1870) au Nevada, en Californie, Oregon, Idaho et Montana.
- Colias alfacariensis (Ribbe, 1905)  — Fluoré synonyme Colias sareptensis (Staudinger, 1871) Colias australis (Verity, 1911).
- Colias alpherakii (Staudinger, 1882)
  - Colias alpherakii alpherakii au Kirghizstan et au Tadjikistan.
  - Colias alpherakii chitralensis (Verity, 1911) au Pakistan.
  - Colias alpherakii kohibaba (Wyatt & Omoto, 1966) en Afghanistan et au Tadjikistan.
  - Colias alpherakii roschana (Grum-Grshimailo, 1893) au Pamir.
  - Colias alpherakii tashkurgonica (Kesküla, 1997) en Ouzbékistan.
  - Colias alpherakii usmatica (Shchetkin, 1990) en Ouzbékistan.
- Colias aquilonaris (Grum-Grshimailo, 1899) dans l'extrême nord-est de l'Asie.
- Colias arida (Alphéraky, 1889) au Tibet et dans l'ouest de la Chine.
  - Colias arida arida
  - Colias arida cakana (Rose et Schulte, 1992)
  - Colias arida muetingi (Rose et Schulte, 1992)
  - Colias arida wanda (Grum-Grshimailo)
- Colias aurorina Herrich-Schäffer, 1850 — Vermeil.
  - Colias aurorina aurorina
  - Colias aurorina daghestanica (Verhulst, 1994) au Daghestan et en Arménie.
  - Colias aurorina kermana (Eckweiler, 1979) en Iran.
  - Colias aurorina rosei (Gross et Ebert, 1975) dans le nord de l'Iran.
  - Colias aurorina taurica (Rebel, 1901) en Turquie.
  - Colias aurorina transcaspica (Christoph, 1889) au Turkménistan.
  - Colias aurorina libanotica Lederer, 1858 en Israël, au Liban et en Turquie.
  - Colias aurorina heldreichi (Staudinger, 1862) en Grèce.
  - Colias aurorina sovarensis (Blom, 1979) en Iran.
- Colias australis (Verity, 1911) synonyme de Colias alfacariensis
- Colias baeckeri (Kotzsch, 1930)
  - Colias baeckeri baeckeri
  - Colias baeckeri paskoi (Kocman, 1999)
- Colias barbara Edwards, 1877
- Colias behrii (Edwards, 1866) en Californie.
- Colias berylla (Fawcett, 1904) au Tibet.
  - Colias berylla berylla
  - Colias berylla bergeriana (Verhulst, 1992)
- Colias boothi (Curtis, 1835) synonyme de Colias tyche dans l'extrême nord-ouest de l'Amérique du Nord.
- Colias canadensis (Ferris, 1982) ou Colias hecla ssp canadensis au Canada (Colombie Britannique, Alberta et en Alaska).
- Colias caucasica (Staudinger, 1871) dans l'ouest du Caucase et le nord-est de la Turquie.
  - Colias caucasica balcanica Rebel, 1901 — le Corallin — en Bosnie, Yougoslavie, Bulgarie et Grèce.
- Colias chippewa (Edwards, 1872)
  - Colias chippewa chippewa au Canada et en Alaska.
  - Colias chippewa baffinensis (Ebner et Ferris, 1978)
  - Colias chippewa gomojunovae (Korshunov, 1996)
- Colias chlorocoma (Christoph, 1888)
  - Colias chlorocoma chlorocoma en Turquie.
  - Colias chlorocoma aladagensis (Verhulst, 1993) en Turquie.
  - Colias chlorocoma tkatschukovi (O. Bang-Haas, 1936) en Arménie et Azerbaïdjan.
  - Colias chlorocoma wyatti (Häuser et Schurian, 1978) en Iran.
- Colias christina (Edwards, 1863)
  - Colias christina christina du Montana à la Colombie-Britannique et aux Territoires du Nord-Ouest.
  - Colias christina astraea (Edwards, 1872) au Montana, Wyoming et en Utah.
- Colias christophi (Grum-Grshimailo, 1885)

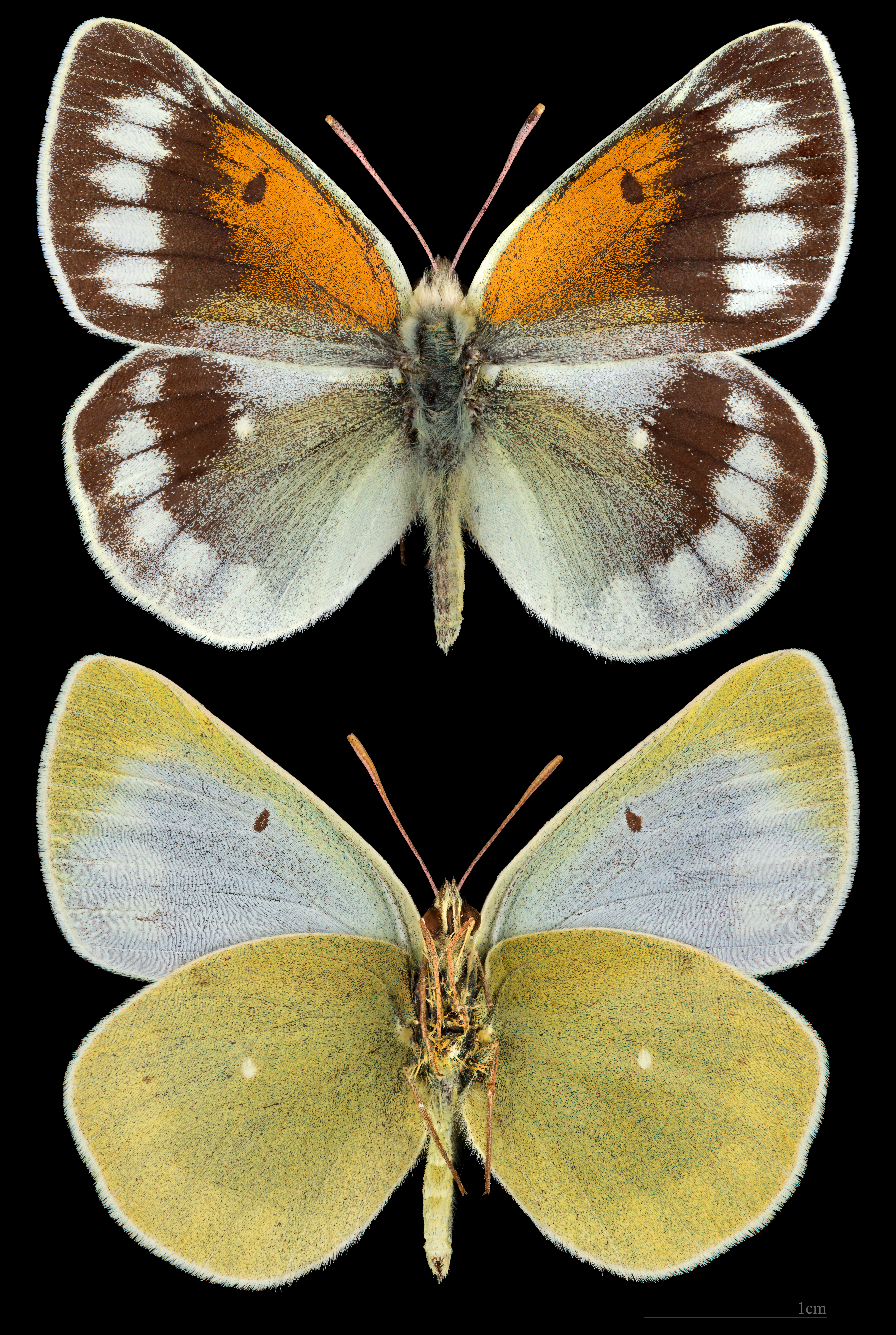
Colias christophi, ♂

- - Colias christophi christophi au Kirghizistan.
  - Colias christophi kali (Korb, 1999) au Tadjikistan.
- Colias chrysotheme (Esper, 1781) — Orangé à l'est de l'Europe, Asie Mineure, sud de la Russie, Mongolie, nord-est de la Chine.
  - Colias chrysotheme chrysotheme
  - Colias chrysotheme caspicus (Stichel, 1911)
  - Colias chrysotheme elena (P. Gorbunov, 1995)
- Colias cocandica (Erschoff, 1874)
  - Colias cocandica cocandica au Tadjikistan.
  - Colias cocandica hinducucica (Verity, 1911) en Afghanistan.
  - Colias cocandica kunjerabi (Verhulst, 1999) au Pakistan.
  - Colias cocandica maja (Grum-Grshimailo, 1891)
  - Colias cocandica nastoides (Verity, 1911)
  - Colias cocandica pljushtchi (Verhulst, 2000) au Kazakhstan
- Colias crocea (Fourcroy, 1785) — Souci en Afrique du Nord, dans le sud et le centre de l'Europe, en Asie Mineure et dans l'ouest de la Sibérie.
- Colias dimera (Doubleday, 1847) présent au Venezuela, en Colombie et au Pérou.
- Colias diva (Grum-Grshimailo, 1891) au Tibet et dans l'ouest de la Chine.
- Colias draconis Grum-Grshimailo, 1891
- Colias dubia (Fawcett, 1906) au Sikkim.
- Colias electo (Linnaeus, 1763) dans tout l'est et le sud de l'Afrique.
  - Colias electo electo au Mozambique, en Namibie, Rhodésie, Zambie et Afrique du Sud.
  - Colias electo hecate Strecker, 1905 en Angola, au Zaïre, en Zambie et au Malawi.
  - Colias electo manengoubensis Darge, 1968
  - Colias electo meneliki Berger, 1940 en Éthiopie.
  - Colias electo philbyi Berger, 1953 en Arabie.
  - Colias electo pseudohecate Berger, 1940
- Colias eogene (C. & R. Felder, 1865) en Afghanistan et dans l'Himalaya..
  - Colias eogene eogene
  - Colias eogene erythas (Grum-Grshimailo, 1890)
  - Colias eogene elissa (Grum-Grshimailo, 1890)
  - Colias eogene francesca (Watkins, 1927)
  - Colias eogene shandura (Evans, 1926)
- Colias erate (Esper, 1805) — Citrin.
  - Colias erate erate présent de l'Europe à l'Afghanistan.
  - Colias erate amdensis (Verity, 1911) en Chine.
  - Colias erate formosana (Shirôzu, 1955) à Taïwan.
  - Colias erate lativitta (Moore, 1882) au Népal et dans le nord de l'Inde.
  - Colias erate marnoana (Rogenhofer, 1884) au Soudan, en Éthiopie et en Arabie saoudite
  - Colias erate naukratis (Fruhstorfer, 1909) dans le sud de la Sibérie et l'Altaï.
  - Colias erate nilagiriensis (C. et R. Felder, 1859) dans le sud de l'Inde.
  - Colias erate poliographus (Motschulsky, 1860) au Japon et en Chine.
  - Colias erate sinensis (Verity, 1911) en Mandchourie et Corée du Nord.
  - Colias erate tomarias (Bryk, 1942) aux îles Kouriles.
- Colias erschoffi (Alphéraky, 1881) dans le centre de l'Asie.
- Colias eurytheme (Boisduval, 1852) présent à l'est et à l'ouest de l'Amérique du Nord et à l'est du Mexique.
- Colias euxanthe (C. et R. Felder, 1865)
  - Colias euxanthe euxanthe au Pérou.
  - Colias euxanthe alticola (Godman et Salvin, 1891) en Équateur.
  - Colias euxanthe hermina (Butler, 1871) au Pérou et en Bolivie.
  - Colias euxanthe stuebeli (Reissinger, 1972) au Pérou.
- Colias felderi (Grum-Grshimailo, 1891) au Tibet et en Chine.
- Colias fieldii (Ménétriés, 1855) Iran, Inde et sud de la Chine.
  - Colias fieldii fieldii
  - Colias fieldii chinensis (Verity, 1909)
- Colias flaveola (Blanchard, 1852) en Amérique du Sud.
  - Colias flaveola flaveola au Chili.
  - Colias flaveola blameyi (Jörgensen, 1916) en Argentine.
  - Colias flaveola erika (Lamas, 1981) au Pérou.
  - Colias flaveola mendozina (Breyer, 1939) en Argentine.
  - Colias flaveola mossi (Rothschild, 1913) au Pérou.
  - Colias flaveola weberbaueri (Strand, 1912) au Pérou et en Bolivie.
- Colias gigantea (Strecker, 1900) dans tout le nord de l'Amérique du Nord.
  - Colias gigantea gigantea de l'Alaska à l'Ontario.
  - Colias gigantea mayi F. & R. Chermock, 1940 dans le Wyoming, le Montana et l'Oregon.
  - Colias gigantea harroweri Klots, 1940
- Colias harfordii (H. Edwards, 1877) en Californie et Basse Californie.
- Colias hecla Lefèbvre, 1836 — Ambré.
  - Colias hecla hecla au Groenland.
  - Colias hecla glacialis (McLachlan, 1878) en Alaska et au Canada.
  - Colias hecla hela (Strecker, 1880) au Canada.
  - Colias hecla orientis (Wnukowsky, 1929)
  - Colias hecla sulitelma (Aurivillius, 1890) dans le nord-ouest de la Sibérie et en Scandinavie.
  - Colias hecla zamolodchikovi (Churkin et Grieshuber, 2001)
- Colias heos (Herbst, 1792) en Sibérie, Mongolie et sud-est de la Chine.
  - Colias heos heos
  - Colias heos alpina (Verity, 1911)
  - Colias heos semenovi (Shtandel, 1960)
  - Colias heos vespera (O. Bang-Haas, 1929)
- Colias hofmannorum (Eckweiler, 2000) présent au Liban.
- Colias hyale (Linnaeus, 1758) — Soufré présent en Europe, dans le sud de la Russie et en Mongolie.
  - Colias hyale hyale en Europe, en Ukraine et dans le sud de la Russie.
  - Colias hyale alta (Staudinger, 1886)
  - Colias hyale altaica (Verity, 1911) dans l'Altaï.
  - Colias hyale irkutskana (Stauder, 1924)
  - Colias hyale palidis (Fruhstorfer, 1910) dans l'est de la Sibérie.
  - Colias hyale novasinensis (Reissinger, 1989) dans le Ganzu.
- Colias hyperborea (Grum-Grshimailo, 1900) dans le nord-est de l'Asie.
  - Colias hyperborea hyperborea
  - Colias hyperborea kurnakovi (Kurentzov, 1970)
  - Colias hyperborea paradoxa (Churkin et Grieshuber, 2001)
  - Colias hyperborea puella (Churkin et Grieshuber, 2001)
  - Colias hyperborea tunkuna (Austaut, 1912)
- Colias interior (Scudder, 1862) au Canada et dans tout le nord de l'Amérique du Nord.
  - Colias interior interior
  - Colias interior laurentina (Scudder, 1875)
  - Colias interior vividior (Berger, 1945) dans le Wisconsin.
- Colias johanseni (Troubridge et Philip, 1990) dans le nord-ouest de l'Amérique du Nord.
- Colias krauthii (Klots, 1935) dans le Dakota du Sud et le Wyoming.
- Colias lada (Grum-Grshimailo, 1891) au Tibet et en Chine.
- Colias ladakensis (Felder et Felder, 1865)  dans l'Himalaya, au Cachemire et au Tibet.
  - Colias ladakensis ladakensis
  - Colias ladakensis fatulaensis (Weiss, 2000)
  - Colias ladakensis seitzi (Bollow, 1939)
- Colias lesbia (Fabricius, 1775) en Amérique du Sud.
  - Colias lesbia lesbia
  - Colias lesbia andina (Staudinger, 1894) en Bolivie.
  - Colias lesbia dinora (Kirby, 1881) en Colombie et Équateur.
  - Colias lesbia mineira (Zikán, 1940) au Brésil.
  - Colias lesbia vauthierii (Guérin-Méneville, 1830) au Chili et en Argentine.
  - Colias lesbia verhulsti (Berger, 1983) au Pérou.
- Colias marcopolo (Grum-Grshimailo, 1888)
  - Colias marcopolo marcopolo au Pamir.
  - Colias marcopolo afganipolo (Schulte, 1977) en Afghanistan.
  - Colias marcopolo kushana (Wyatt et Omoto, 1966) en Afghanistan.
- Colias meadii (Edwards, 1871) dans le nord-ouest de l'Amérique du Nord.
  - Colias meadii meadii dans le Colorado, l'Utah, le Montana.
  - Colias meadii elis (Strecker, 1885) en Alberta et Colombie Britannique.
  - Colias meadii lemhiensis (Curtis et Ferris, 1985) dans l'Idaho et le Montana.
- Colias mongola Alpheraky, 1897
- Colias montium (Oberthür, 1886) au Tibet.
  - Colias montium montium
  - Colias montium viridis (O. Bang-Haas, 1915)
- Colias mukana (Berger, 1981)
  - Colias mukana mukana
  - Colias mukana jolyi (Verhulst, 2006)
- Colias myrmidone (Esper, 1781) — Safrané en Allemagne, Pologne, Ukraine, Roumanie, Hongrie, Slovaquie, Autriche, Bulgarie et dans le sud-ouest de la Russie.
  - Colias myrmidone ermak (Grum-Grshimailo, 1890) dans le sud-ouest de la Sibérie et le nord-ouest du Kazakhstan.
- Colias nastes Boisduval, 1832
  - Colias nastes nastes au Canada.
  - Colias nastes aliaska (O. Bang-Haas, 1927) au Canada et en Alaska.
  - Colias nastes cocandicides (Verity, 1911)
  - Colias nastes dezhnevi (Korshunov, 1996) ans le nord-est de la Sibérie.
  - Colias nastes dioni (Verhulst, 1999) en Alaska.
  - Colias nastes ferrisi (Verhulst, 2004) en Alaska.
  - Colias nastes jakutica (Kurentzov, 1970) en Yakoutie.
  - Colias nastes moina (Strecker, 1880) au Canada.
  - Colias nastes streckeri (Grum-Grshimailo, 1895)
  - Colias nastes zemblica (Verity, 1911)
- Colias nebulosa (Oberthür, 1894) dans le centre de l'Asie.
  - Colias nebulosa nebulosa
  - Colias nebulosa karoensis (Hoshiai et Rose, 1998) au Tibet.
  - Colias nebulosa niveata (Verity, 1909)
  - Colias nebulosa pugo (Evans, 1924) au sud-est du Tibet.
  - Colias nebulosa richthofeni (O. Bang-Haas, 1927)
  - Colias nebulosa sungpani (O. Bang-Haas, 1927)
- Colias nina (Fawcett, 1904)
  - Colias nina nina
  - Colias nina hingstoni (Riley, 1923)
  - Colias nina tsurpuana (Grieshuber, 1996)
- Colias occidentalis (Scudder, 1862) sur la côte est de l'Amérique du Nord.
  - Colias occidentalis occidentalis en Colombie-Britannique, dans l'État de Washington et dans l'Oregon.
  - Colias occidentalis chrysomelas (H. Edwards, 1877) en Californie et dans l'Oregon.
  - Colias occidentalis sullivani (Hammond et McCorkle, 2003) dans l'Oregon.
- Colias palaeno (Linnaeus, 1761) — Solitaire.
  - Colias palaeno palaeno en Suède, Norvège, Finlande et Estonie.
  - Colias palaeno aias (Fruhstorfer, 1903) au Japon.
  - Colias palaeno europome (Esper, 1778) en Belgique, Allemagne, Slovaquie, Roumanie et Ukraine.
  - Colias palaeno europomene (Ochsenheimer, 1808) dans les Alpes.
  - Colias palaeno orientalis (Staudinger, 1892) au Kamtchatka.
  - Colias palaeno poktusani (O. Bang-Haas, 1934) dans le nord de la Corée.
  - Colias palaeno sachalinensis (Matsumura, 1919)
  - Colias palaeno synonyma (Bryk, 1923) en Suède et au Danemark.
- Colias pelidne (Boisduval et LeConte, 1829) dans tout le nord de l'Amérique du Nord.
  - Colias pelidne pelidne en Ontario, au Québec, au Labrador.
  - Colias pelidne skinneri (Barnes, 1897) en Alberta, Idaho, Montana, Wyoming et Colombie-Britannique.
- Colias phicomone (Esper, 1780) — Candide.
  - Colias phicomone phicomone dans les Alpes, le nord de l'Italie et les Carpates.
  - Colias phicomone juliana (Hospital, 1948) dans les monts Cantabriques.
  - Colias phicomone oberthueri (Verity, 1909) dans les Pyrénées.
- Colias philodice (Godart, 1819) présent en Amérique centrale et en Amérique du Nord, excepté au centre.
  - Colias philodice philodice au Canada, Montana, Colorado, Californie, Virginie, Géorgie, Massachusetts, Illinois, Michigan, Pennsylvanie, État de New-York, Utah, Mexique.
  - Colias philodice eriphyle (Edwards, 1876) au Colorado, Wyoming, Montana et en Colombie-Britannique.
  - Colias philodice guatemalena (Röber, 1909) au Guatemala.
  - Colias philodice vitabunda (Hovanitz, 1943) en Alaska et au Canada.
- Colias poliographus (Motschulsky, 1860)
- Colias ponteni (Wallengren, 1860(au Chili.
- Colias pseudochristina (Ferris, 1989) en Utah et en Idaho.
- Colias regia (Grum-Grshimailo, 1887) dans le centre de l'Asie.
- Colias romanovi (Grum-Grshimailo, 1885)  dans le centre de l'Asie.
- Colias sagartia (Lederer, 1869) dans le nord de l'Iran.
- Colias sareptensis (Staudinger, 1871) synonyme Colias alfacariensis.
  - Colias sareptensis sareptensis
  - Colias sareptensis fontainei (Reissinger, 1989) en Arménie.
  - Colias sareptensis saissanica (Reissinger, 1989) dans le Kazakhstan.
  - Colias sareptensis remota (Reissinger, 1989) dans le sud de l'Europe et le Caucase.
  - Colias sareptensis vihorlatensis (Reissinger, 1989) dans les Carpates.
- Colias scudderii (Reakirt, 1865) dans les Montagnes Rocheuses.
  - Colias scudderii scudderii dans le Colorado, l'Utah, le Nouveau-Mexique et le Wyoming.
  - Colias scudderii ruckesi (Klots, 1937) au Nouveau-Mexique.
- Colias shafuladi (Clench et Shoumatoff, 1956) en Afghanistan.
- Colias sieversi (Grum-Grshimailo, 1887) au Tadjikistan.
- Colias sifanica (Grum-Grshimailo, 1891) dans le centre de la Chine.
  - Colias sifanica sifanica
  - Colias sifanica herculeana (Bollow, 1930)
- Colias staudingeri (Alphéraky, 1881) dans le centre de l'Asie.
  - Colias staudingeri staudingeri
  - Colias staudingeri emivittata (Verity, 1911)
  - Colias staudingeri maureri (Staudinger, 1901)
  - Colias staudingeri pamira (Grum-Grshimailo, 1890)
- Colias stoliczkana (Moore, 1882) au Tibet et au Cachemire.
  - Colias stoliczkana stoliczkana
  - Colias stoliczkana cathleenae (Epstein, 1979)
  - Colias stoliczkana miranda (Fruhstorfer, 1903)
- Colias tamerlana (Staudinger, 1897) dans le centre de l'Asie.
  - Colias tamerlana tamerlana
  - Colias tamerlana mongol (Alphéraky, 1897) dans l'Altaï.
  - Colias tamerlana sidonia (Weiss, 1968) en Mongolie.
- Colias tibetana (Riley, 1922)
- Colias thisoa (Ménétriés, 1832) dans le centre de l'Asie et l'est de la Chine.
  - Colias thisoa thisoa
  - Colias thisoa aeolides (Grum-Grshimailo, 1890)
  - Colias thisoa irtyschensis (Lukhtanov, 1999)
  - Colias thisoa nikolaevi (Korshunov, 1998)
  - Colias thisoa shakuhensis (Sheljuzhko, 1935)
  - Colias thisoa strandiana (Sheljuzhko, 1935)
  - Colias thisoa urumtsiensis (Verity, 1909)
- Colias thula (Hovanitz, 1955) dans l'extrême nord-ouest de l'Amérique du Nord.
- Colias thrasibulus (Fruhstorfer, 1908)
- Colias tyche (Böber, 1812) — Virescent — dans l'Arctique.
  - Colias tyche tyche
  - Colias tyche flinti (Churkin, Grieshuber, Bogdanov et Zamolodchikov, 2001)
  - Colias tyche kolosovae (Churkin, Grieshuber, Bogdanov et Zamolodchikov, 2001)
  - Colias tyche magadanica (Churkin, Grieshuber, Bogdanov et Zamolodchikov, 2001)
  - Colias tyche relicta Kurentzov, 1970
  - Colias tyche werdandi Zetterstedt, 1839
- Colias vautieri Guérin-Méneville, 1830
- Colias verhulsti Berger, 1983
- Colias viluiensis Ménétriés, 1859
- Colias wiskotti (Staudinger, 1882) au Turkménistan, Ouzbékistan, Afghanistan.
  - Colias wiskotti wiskotti (Staudinger, 1882)
  - Colias wiskotti aurea (Kotzsch, 1937)
  - Colias wiskotti chrysoptera (Grum-Grshimailo, 1888)
  - Colias wiskotti draconis (Grum-Grshimailo, 1891)
  - Colias wiskotti sagina (Austaut, 1891)
  - Colias wiskotti separata (Grum-Grshimailo, 1888)
  - Colias wiskotti sweadneri (Clench et Shoumatoff, 1956) en Afghanistan.

## En Europe
Avec une large répartition:
- Colias alfacariensis Ribbe, 1905  — Fluoré.
- Colias crocea (Geoffroy in Fourcroy, 1785) — Souci.
- Colias hyale (Linnaeus, 1758) — Soufré.
- Colias myrmidone (Esper, 1781) — Safrané.
- Colias palaeno (Linnaeus, 1761) — Solitaire.
- Colias phicomone (Esper, 1780) — Candide.

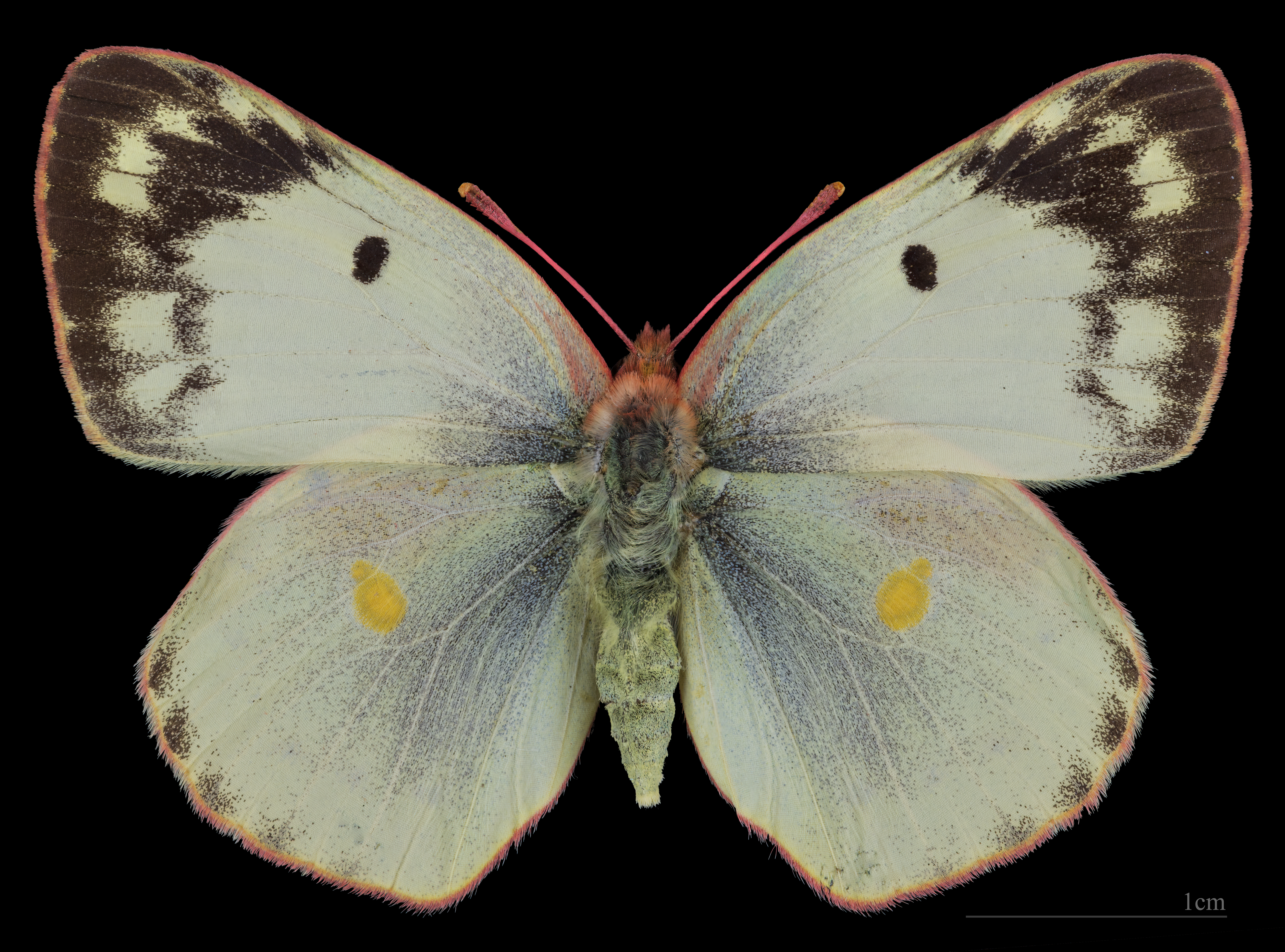
Colias alfacariensis, ♀
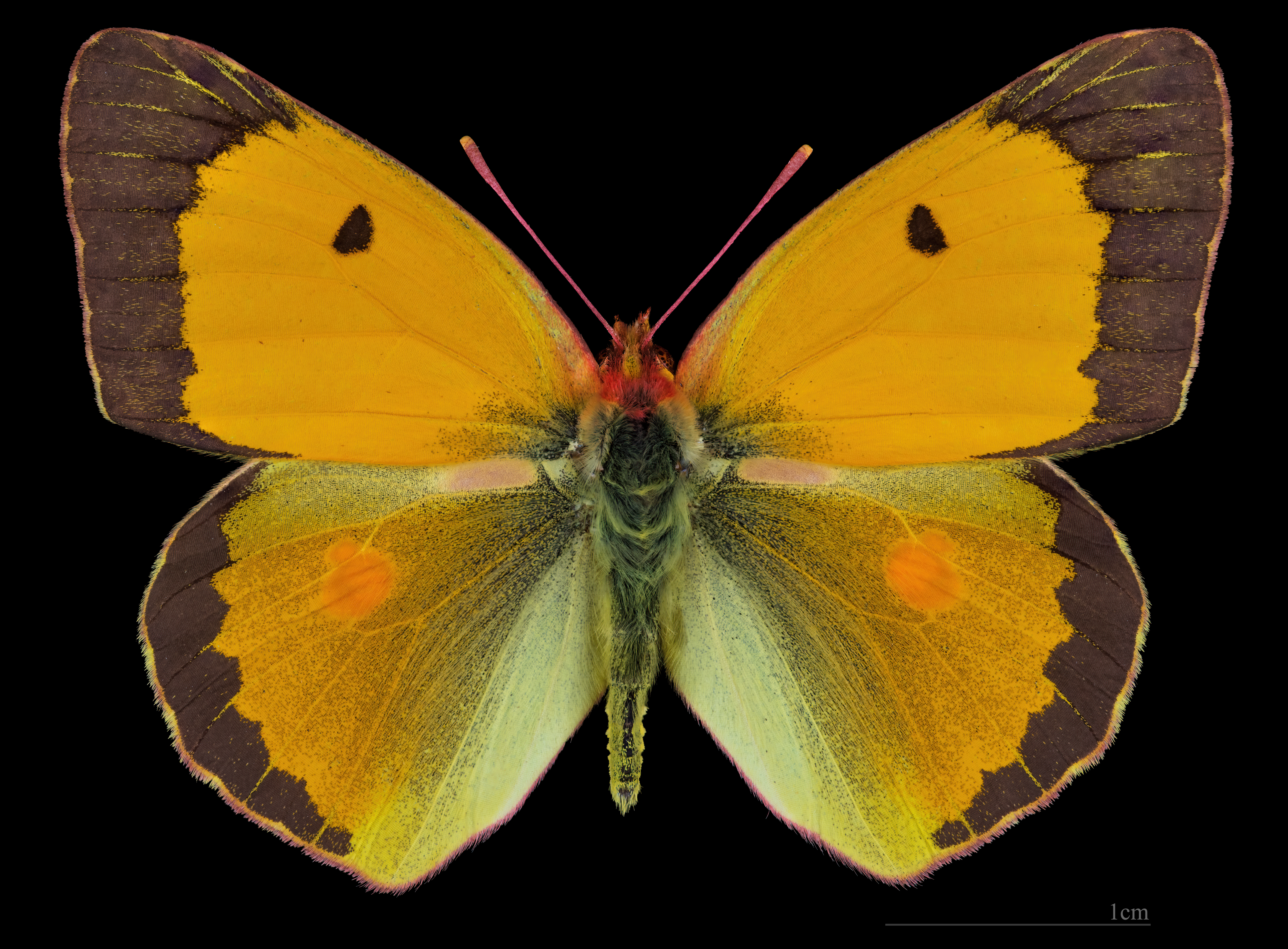
Colias crocea, ♂
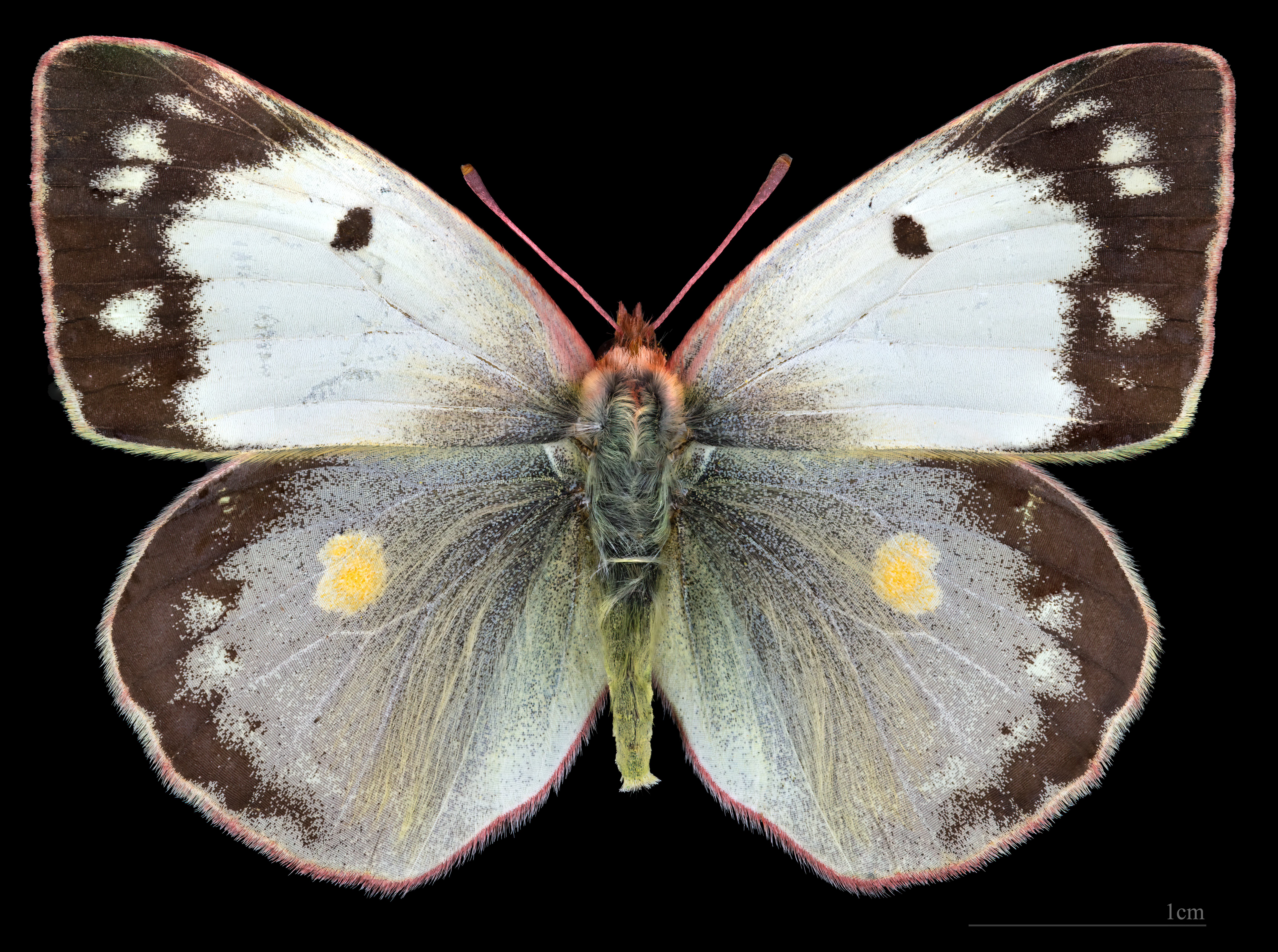
Colias crocea f.helice
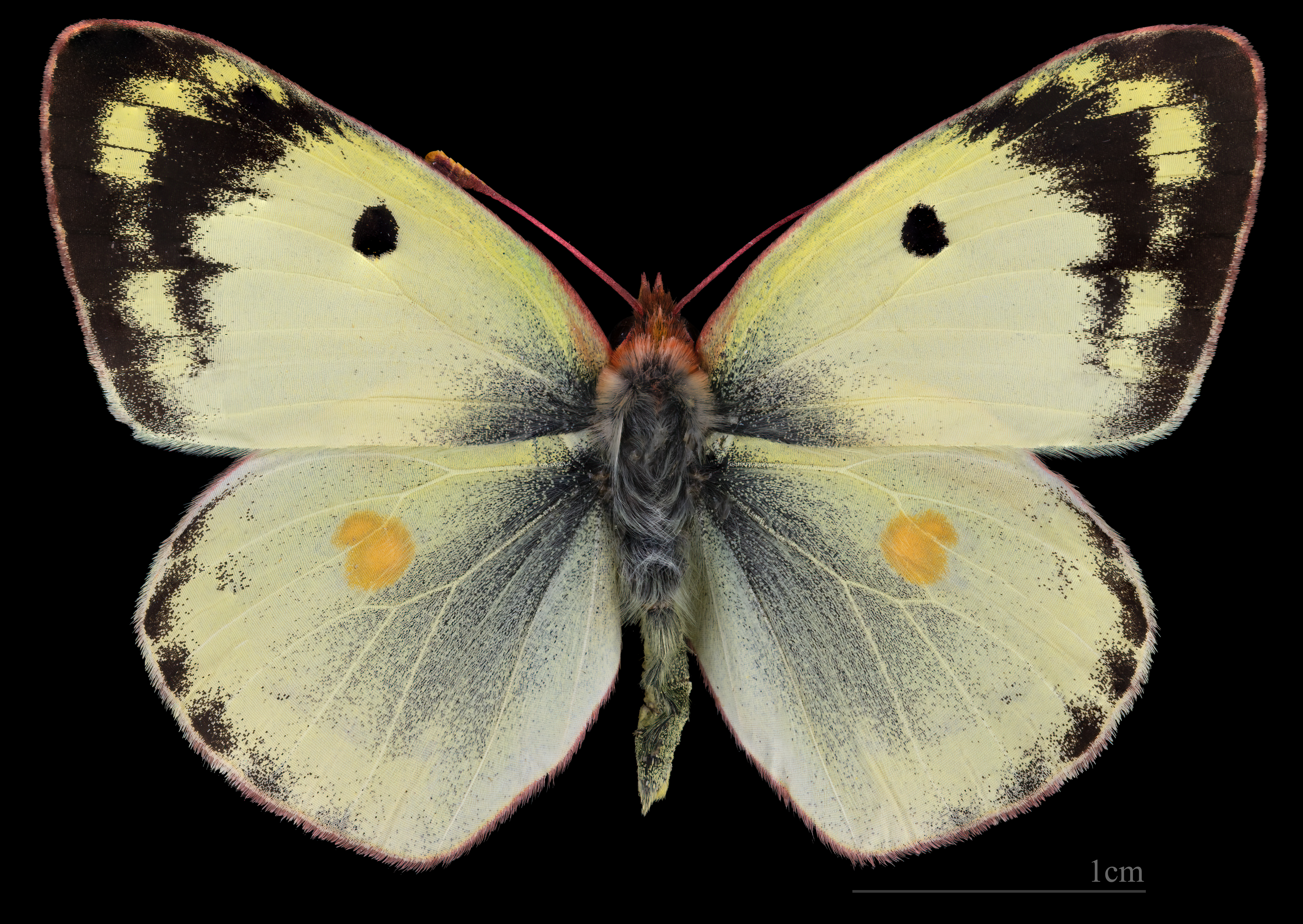
Colias hyale, ♂
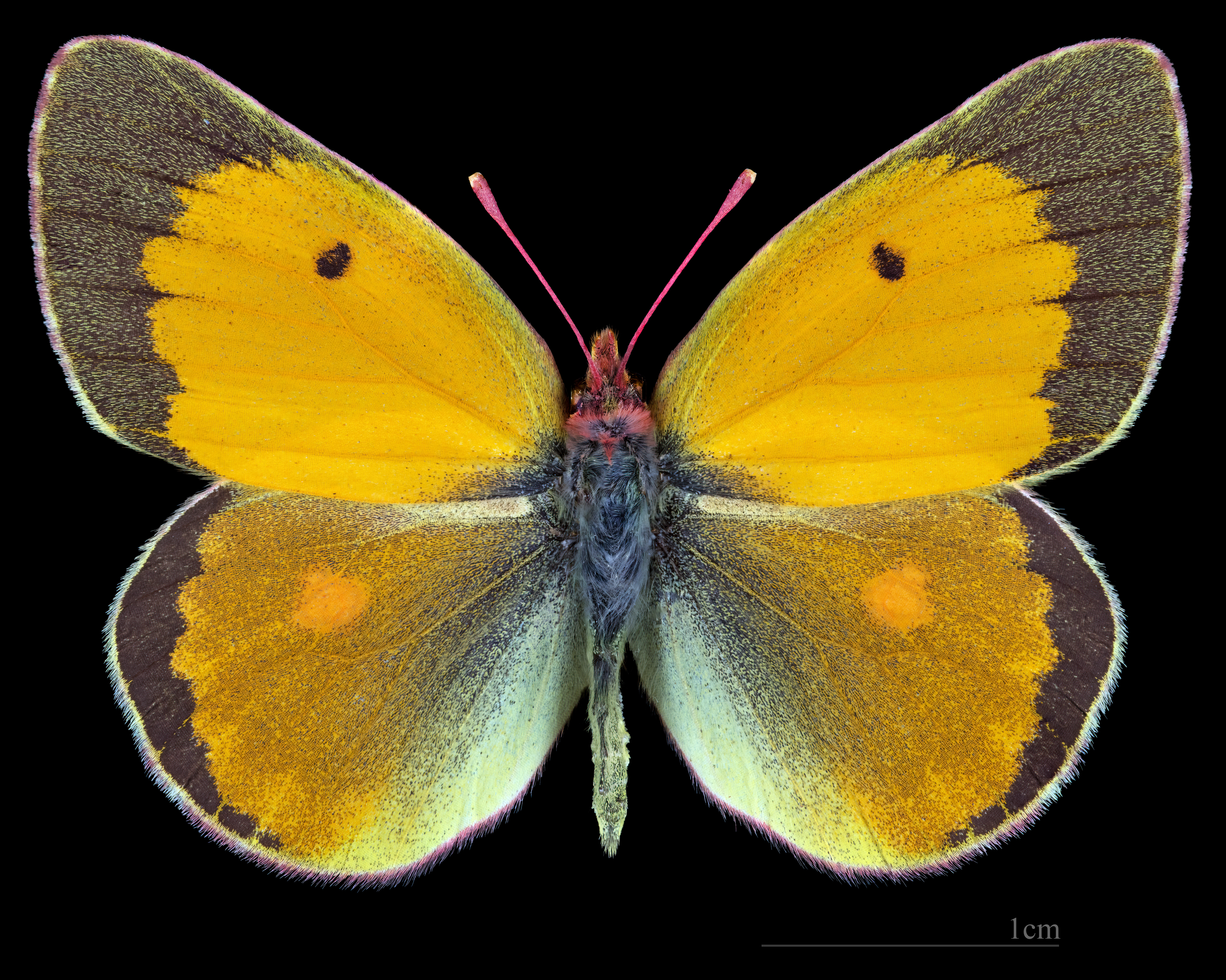
Colias myrmidone, ♂
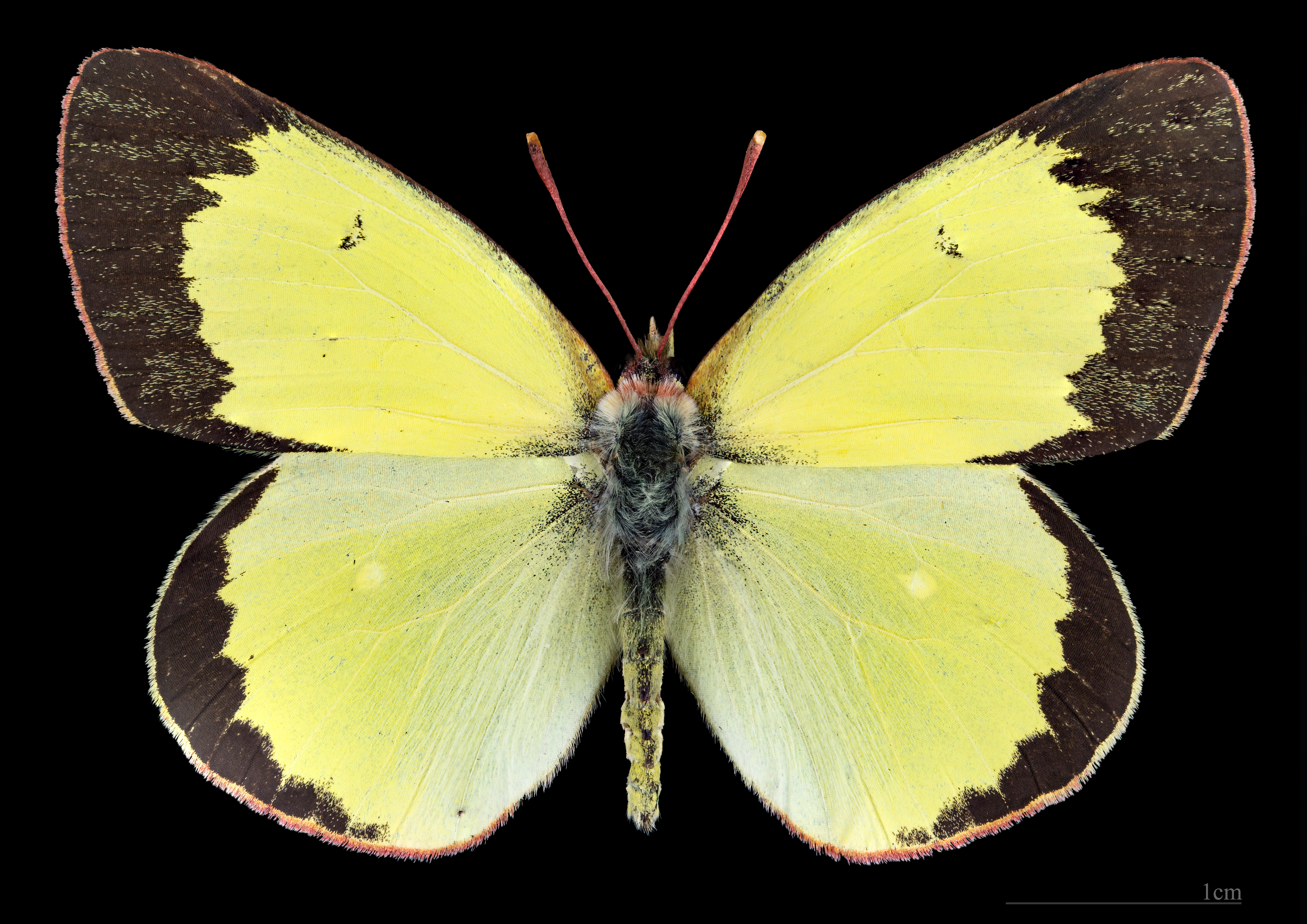
Colias palaeno, ♂
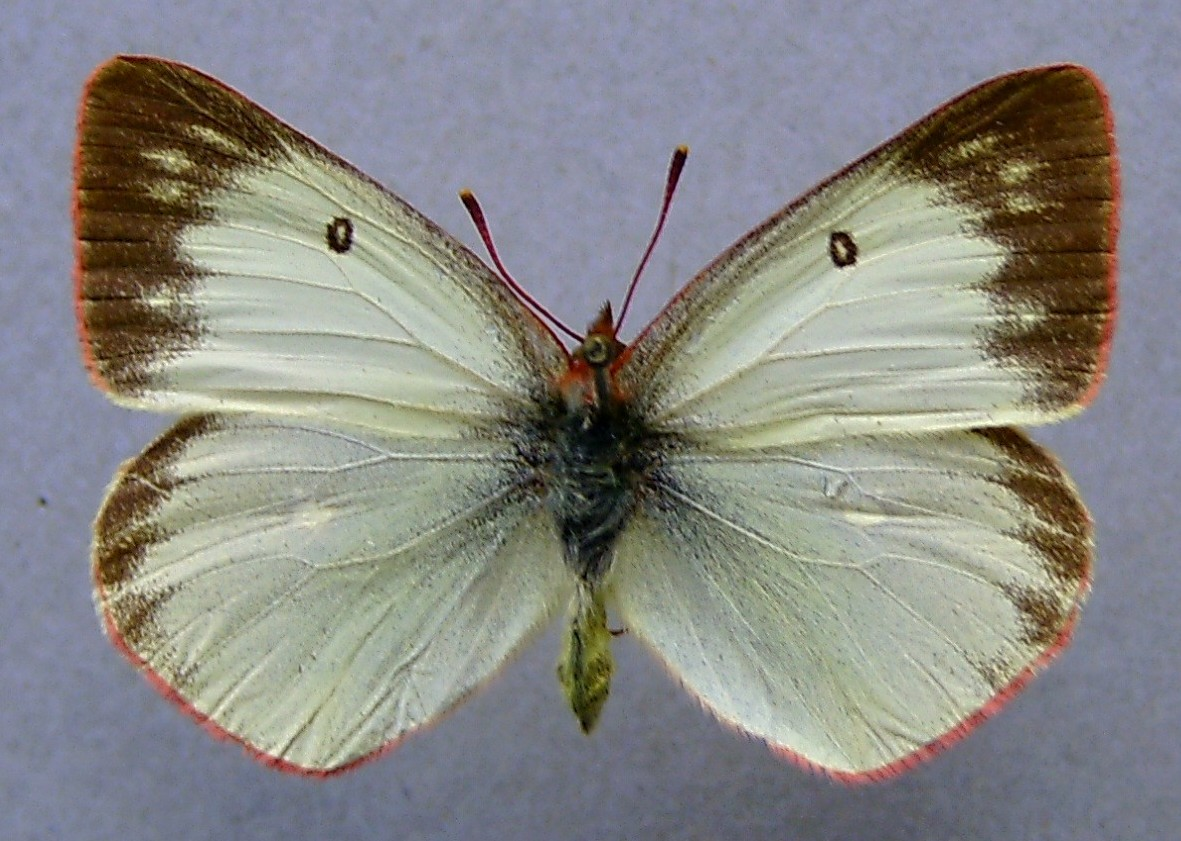
Colias palaeno, ♀
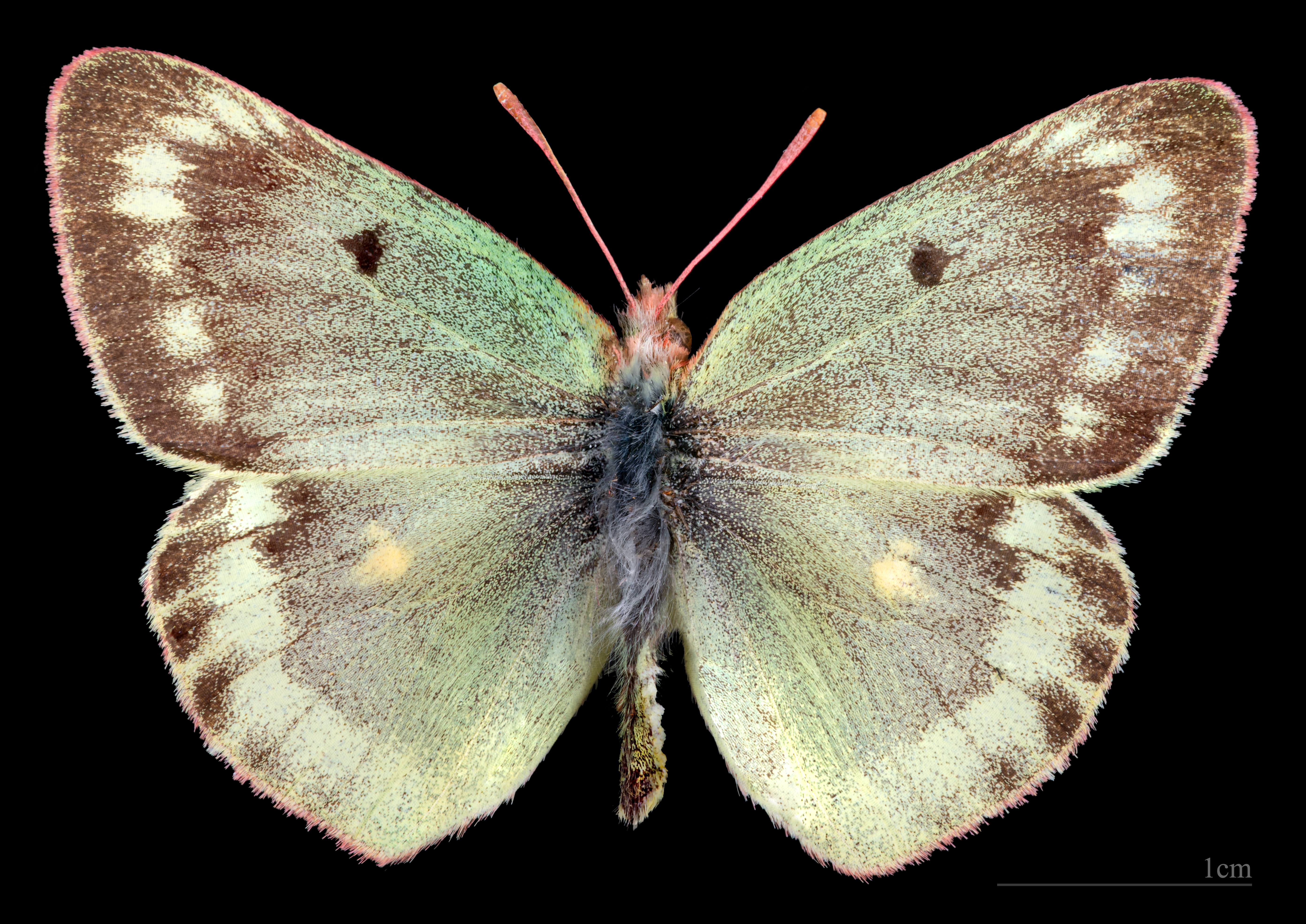
Colias phicomone, ♂
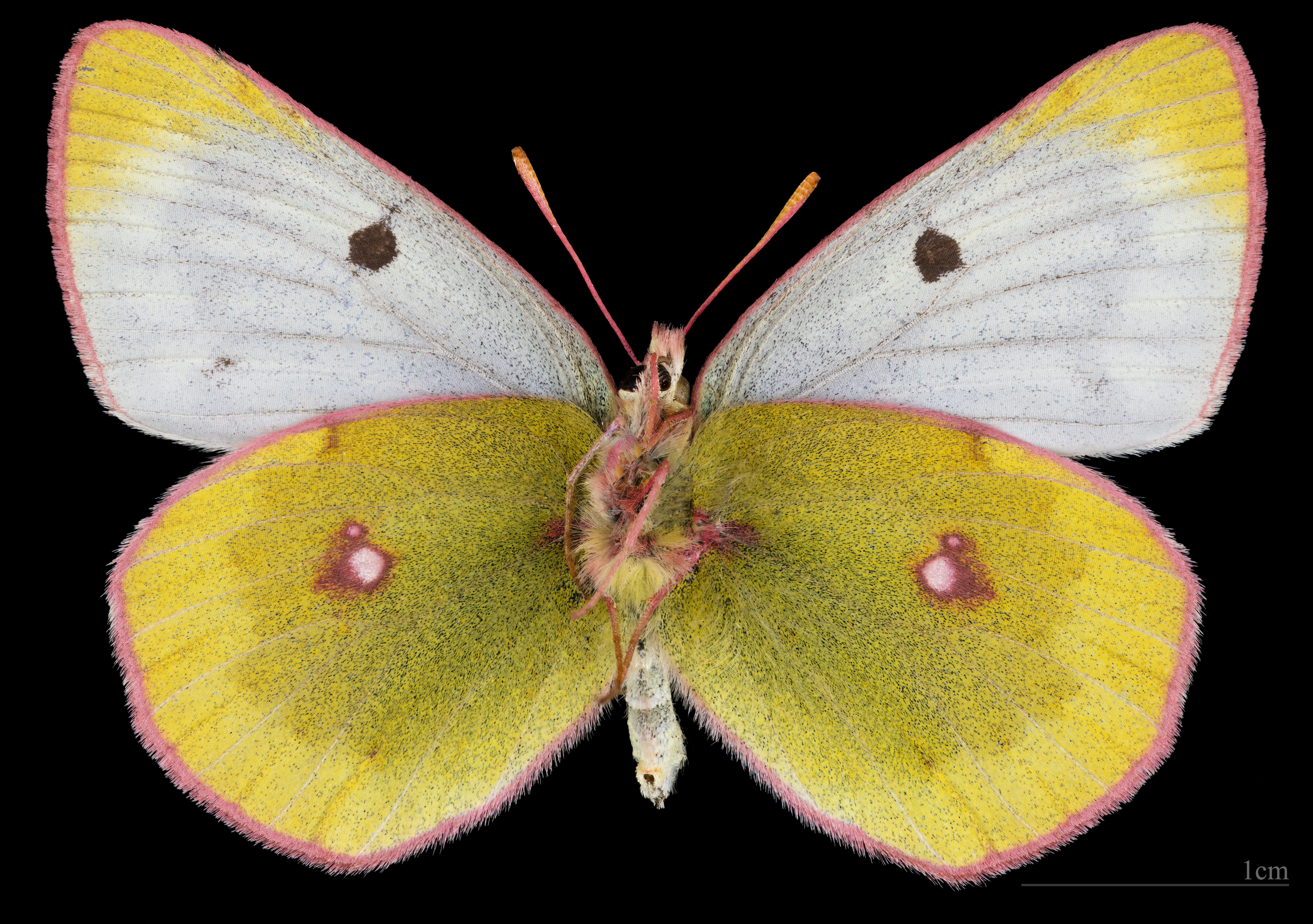
Colias phicomone, ♀

Uniquement dans la région arctique :
- Colias hecla Lefèbvre, 1836 — Ambré.
- Colias tyche (Böber, 1812) — Virescent.

Uniquement dans l'est de l'Europe, Grèce et Balkans
- Colias caucasica balcanica Rebel, 1901 — Corallin.
- Colias chrysotheme (Esper, 1781) — Orangé.
- Colias erate (Esper, 1805) — Citrin.
- Colias aurorina Herrich-Schäffer, 1850 — Vermeil.

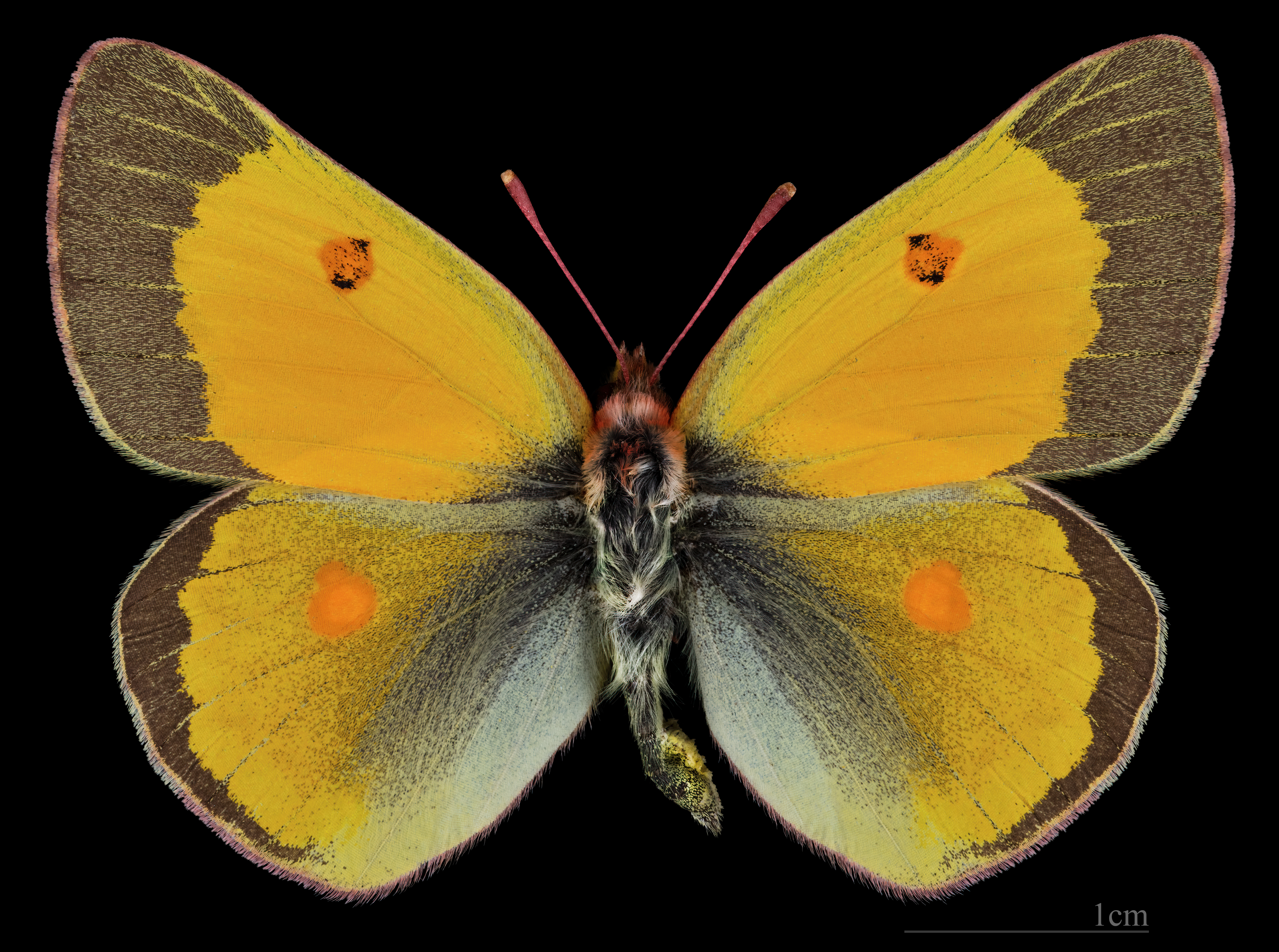
Colias chrysotheme, ♂